# Мубарек – Джебель-Алі
Мубарек — Джебель-Алі — газопровід в еміраті Дубаї, яким сполучили офшорне родовище Мубарек та газопереробний завод Джебель-Алі.
Ще з 1977 року в офшорному секторі емірату Шарджа розробляли нафтогазоконденсатне родовище Мубарек. Первісно тут ввели в експлуатацію лише нафтові поклади, проте у другій половині 1980-х вирішили також узятись за залягаючий на три сотні метрів глибше газоконденсатний резервуар формації Тамама. Його розробка стартувала на початку 1993-го із введенням трубопроводу до розташованого на узбережжі емірату Дубай ГПЗ Джебель-Алі. Газопровід мав довжину 92 км, діаметр 400 мм та пропускну здатність 4,2 млн м3 на добу.
Можливо відзначити, що ГПЗ Джебель-Алі колись ввели в експлуатацію з розрахунку на переробку попутного газу групи нафтових родовищ Фатех. При цьому подача додаткового ресурсу з Мубарека дозволила максимізувати повернення підготованого газу для зворотного закачування у поклади групи Фатех, що сприяло підтримці пластового тиску. 
Станом на 2010 рік оператор розробки Мубарека компанія Crescent Petroleum визнала подальші роботи недоцільними через падіння видобутку та повернула ліцензійну територію уряду Шарджі. Як зазначено на сайті цієї компанії, всього на Мубареку видобули близько 8,5 млрд м3 газу.